# Льодовик Леніна
Льодовик Леніна — гірський улоговинний льодовик на північному схилі Заалайського хребта (Памір), в Киргизстані.
Довжина льодовика становить 13,5 км, площа — 55,3 км². Розлогий фірновий басейн лежить біля підніжжя піку Леніна (7134 м), фірнова лінія — на висоті 5300 м. Язик льодовика спускається до 3760 м, звідки починається річка Ачікташ, ліва притока Кизилсу. Права притока льодовика — пульсуюча: в 1945 і 1969 роках він розтріскувався і просувався на 500 і 1000 м.

## Топографічна мапа
Аркуш мапи J-43-14 [Архівовано 4 березня 2016 у Wayback Machine.]. Масштаб: 1:100 000. Стан місцевості на 1986 рік. Видання 1991 р.